# Françoise Huguier
Françoise Huguier (* 15. června 1942, Thorigny-sur-Marne, Francie) je francouzská fotografka.

## Životopis
Je představitelkou současné naturalistické fotografie, kterou na konci 19. století založil anglický fotograf Peter Henry Emerson a v tomto duchu tvořili také Lyddell Sawyer, Benjamin Gay Wilkinson, Frank Meadow Sutcliffe nebo George Davison.
Autorka dokumentuje život obyvatelek kolektivních bytů v Petrohradě. Své snímky umísťuje do nákladných instalací s napodobeninami špinavých kuchyní, koupelen a pokojů stalinistických bytů bez práva na elementární soukromí.

## Ocenění
- 1986 – cena KODAK
- 1987 – Prix des Rencontres internationales de la photographie d’Arles
- 1993 – World Press Photo
- 2011 – Prix de photographie de l'Académie des beaux-arts